# تشارلز إتش بيرس
تشارلز إتش بيرس (بالإنجليزية: Charles H. Pierce)‏ هو عسكري أمريكي، ولد في 22 فبراير 1875 في ماريلند في الولايات المتحدة، وتوفي في 2 مارس 1944.